# تفجير شارع يافا 2002
تفجير شارع يافا 2002 هو تفجير وقع في 27 يناير 2002 نفذته الفلسطينية وفاء إدريس البالغة من العمر 28 عامًا بشارع يافا في مركز مدينة القدس، مما أدي لمقتل شخص واحد وجرح أكثر 100 شخصًا.

## وصلات خارجية
- امرأة تنفذ عملية في القدس - نشر في أخبار بي بي سي في 28 كانون الثاني / يناير 2002
- امرأة انتحارية الضربات - التي نشر في صحيفة الغارديان في 27 كانون الثاني / يناير 2002
- امرأة تقتل إسرائيلي وتصيب 140 - نشر على الايرلندية المستقلة في 28 كانون الثاني / يناير 2002